# Roberto Rodríguez Araya
Roberto Rodríguez Araya (sinh ngày 28 tháng 7 năm 1990) là một cầu thủ bóng đá người Thụy Sĩ thi đấu ở vị trí tiền vệ cho FC Zürich. Anh cũng mang quốc tịch Thụy Sĩ và Tây Ban Nha.
Anh là em trai của các cầu thủ bóng đá Ricardo và Francisco.